# Bathurst 1000
De Bathurst 1000 (officieel: Supercheap Auto Bathurst 1000) is een 1000 kilometer lange endurancerace in Bathurst, Australië. De race wordt elk jaar gehouden op het Mount Panorama Circuit, het is onderdeel van de V8 Supercars. De race wordt traditioneel gereden op de eerste zondag van oktober. De eerste Bathurst 1000 was op het Phillip Island Grand Prix Circuit in 1960. Het staat bekend in Australië als "The Great Race".

## Voorgaande namen
De naam van de Bathurst 1000 is meerdere malen veranderd, afhankelijk van de sponsor.
- Armstrong 500 (1963-1965)
- Gallaher 500 (1966-1967)
- Hardie Ferodo 500 (1968-1972)
- Hardie Ferodo 1000 (1973-1980)
- James Hardie 1000 (1981-1987)
- Tooheys 1000 (1988-1995)
- AMP Bathurst 1000 (1996-1998)
- Primus 1000 Classic (1997*)
- FAI 1000 Classic (1998*-2000)
- V8 Supercar 1000 (2001)
- Bob Jane T-Marts 1000 (2002-2004)
- Supercheap Auto 1000 (2005-)

## Winnaars
| Phillip Island (500 Miles)       | Phillip Island (500 Miles)                 | Phillip Island (500 Miles)       |
| -------------------------------- | ------------------------------------------ | -------------------------------- |
| 1960                             | John Roxburgh / Frank Coad                 | Vauxhall Cresta                  |
| 1961                             | Bob Jane / Harry Firth                     | Mercedes-Benz 220SE              |
| 1962                             | Harry Firth / Bob Jane                     | Ford XL Falcon                   |
| Mount Panorama (500 Miles)       |                                            |                                  |
| 1963                             | Harry Firth / Bob Jane                     | Ford Cortina Mk.I GT             |
| 1964                             | Bob Jane / George Reynolds                 | Ford Cortina Mk.I GT             |
| 1965                             | Barry Seton / Midge Bosworth               | Ford Cortina Mk.I GT500          |
| 1966                             | Rauno Aaltonen / Bob Holden                | Morris Cooper S                  |
| 1967                             | Harry Firth / Fred Gibson                  | Ford XR Falcon GT                |
| 1968                             | Bruce McPhee / Barry Mulholland            | Holden HK Monaro GTS327          |
| 1969                             | Colin Bond / Tony Roberts                  | Holden HT Monaro GTS350          |
| 1970                             | Allan Moffat                               | Ford XW Falcon GTHO Phase II     |
| 1971                             | Allan Moffat                               | Ford XY Falcon GTHO Phase III    |
| 1972                             | Peter Brock                                | Holden LJ Torana XU-1            |
| Mount Panorama (1,000 kilometer) |                                            |                                  |
| 1973                             | Allan Moffat / Ian Geoghegan               | Ford XA Falcon GT                |
| 1974                             | John Goss / Kevin Bartlett                 | Ford XA Falcon GT                |
| 1975                             | Peter Brock / Brian Sampson                | Holden LH Torana L34             |
| 1976                             | Bob Morris / John Fitzpatrick              | Holden LH Torana L34             |
| 1977                             | Allan Moffat / Jacky Ickx                  | Ford XC Falcon                   |
| 1978                             | Peter Brock / Jim Richards                 | Holden LX Torana A9X SS          |
| 1979                             | Peter Brock / Jim Richards                 | Holden LX Torana A9X SS          |
| 1980                             | Peter Brock / Jim Richards                 | Holden Commodore                 |
| 1981                             | Dick Johnson / John French                 | Ford XD Falcon                   |
| 1982                             | Peter Brock / Larry Perkins                | Holden Commodore                 |
| 1983                             | Peter Brock / Larry Perkins / John Harvey  | Holden VH Commodore              |
| 1984                             | Peter Brock / Larry Perkins                | Holden Commodore                 |
| 1985                             | John Goss / Armin Hahne                    | Jaguar XJS                       |
| 1986                             | Allan Grice / Graeme Bailey                | Holden VK Commodore SS GroupA    |
| 1987                             | Peter Brock / David Parsons / Peter McLeod | Holden Commodore SSGroupA        |
| 1988                             | Tony Longhurst / Tomas Mezera              | Ford Sierra RS500                |
| 1989                             | Dick Johnson / John Bowe                   | Ford Sierra RS500                |
| 1990                             | Win Percy / Allan Grice                    | Holden VL Commodore TWR SSGroupA |
| 1991                             | Jim Richards / Mark Skaife                 | Nissan Skyline BNR32 GT-R        |
| 1992                             | Mark Skaife / Jim Richards                 | Nissan Skyline BNR32 GT-R        |
| 1993                             | Larry Perkins / Gregg Hansford             | Holden Commodore                 |
| 1994                             | Dick Johnson / John Bowe                   | Ford EB Falcon                   |
| 1995                             | Larry Perkins / Russell Ingall             | Holden Commodore                 |
| 1996                             | Craig Lowndes / Greg Murphy                | Holden VR Commodore              |
| 1997                             | Geoff Brabham / David Brabham              | BMW 320i                         |
| 1997                             | Larry Perkins / Russell Ingall             | Holden Commodore                 |
| 1998                             | Rickard Rydell / Jim Richards              | Volvo S40                        |
| 1998                             | Jason Bright / Steven Richards             | Ford EL Falcon                   |
| 1999                             | Steven Richards / Greg Murphy              | Holden Commodore                 |
| 2000                             | Garth Tander / Jason Bargwanna             | Holden VT Commodore              |
| 2001                             | Mark Skaife / Tony Longhurst               | Holden Commodore                 |
| 2002                             | Mark Skaife / Jim Richards                 | Holden VX Commodore              |
| 2003                             | Greg Murphy / Rick Kelly                   | Holden VY Commodore              |
| 2004                             | Greg Murphy / Rick Kelly                   | Holden VY Commodore              |
| 2005                             | Mark Skaife / Todd Kelly                   | Holden VZ Commodore              |
| 2006                             | Craig Lowndes / Jamie Whincup              | Ford BA Falcon                   |
| 2007                             | Craig Lowndes / Jamie Whincup              | Ford BF Falcon                   |
| 2008                             | Craig Lowndes / Jamie Whincup              | Ford BF Falcon                   |
| 2009                             | Will Davison / Garth Tander                | Holden VE Commodore              |
| 2010                             | Craig Lowndes / Mark Skaife                | Holden VE Commodore              |
| 2011                             | Garth Tander / Nick Percat                 | Holden VE Commodore              |
| 2012                             | Jamie Whincup / Paul Dumbrell              | Holden VE Commodore              |